# Henri Dupont
Pour les articles homonymes, voir Dupont.
Mgr Henri Dupont (né le 14 septembre 1896 à Lille et mort le 6 décembre 1972 à Lille) est un prélat français, évêque auxiliaire de Lille et évêque titulaire de Dorylée (de).

## Biographie
Guillibert est ordonné prêtre le 26 mai 1923. Il est évêque auxiliaire de Lille de 1951 à 1972.

## Publications
- La révérende mère Marie-Clotilde Lebègue - supérieure générale de la Sainte-Famille d'Amiens : 1873–1953